# Sury-le-Comtal
Sury-le-Comtal település Franciaországban, Loire megyében. Lakosainak száma 6651 fő (2022. január 1.). Sury-le-Comtal Précieux, Boisset-Saint-Priest, Bonson, Craintilleux, L’Hôpital-le-Grand, Saint-Cyprien, Saint-Marcellin-en-Forez és Saint-Romain-le-Puy községekkel határos.

## Népesség
A település népessége az elmúlt években az alábbi módon változott:
| Lakosok száma | 3587 | 4200 | 4592 | 5272 | 6057 | 6283 | 6552 | 6653 | 6706 | 6651 |
|               | 1968 | 1982 | 1990 | 2006 | 2013 | 2015 | 2017 | 2019 | 2020 | 2022 |